# 同心県
同心県（どうしん-けん）は中華人民共和国寧夏回族自治区呉忠市に位置する県。

## 行政区画
- 鎮:豫海鎮、河西鎮、韋州鎮、下馬関鎮、預旺鎮、王団鎮、丁塘鎮
- 郷:田老荘郷、馬高荘郷、張家塬郷、興隆郷

## 交通

### 鉄道
- 宝中線
  - 王団荘駅、同心駅、石壩駅、艾家村駅

### 道路
- 福銀高速道路
- 京蔵高速道路

## 名所
- 同心清真大寺（中国語版） - モスク
- 康済寺塔（中国語版） - 仏塔

## 出身者
- 皇甫枚 - 唐代の伝奇小説家
- 虎嵩山（中国語版） - イスラム学者
- 周生賢 - 政治家